# Siegfried Brie

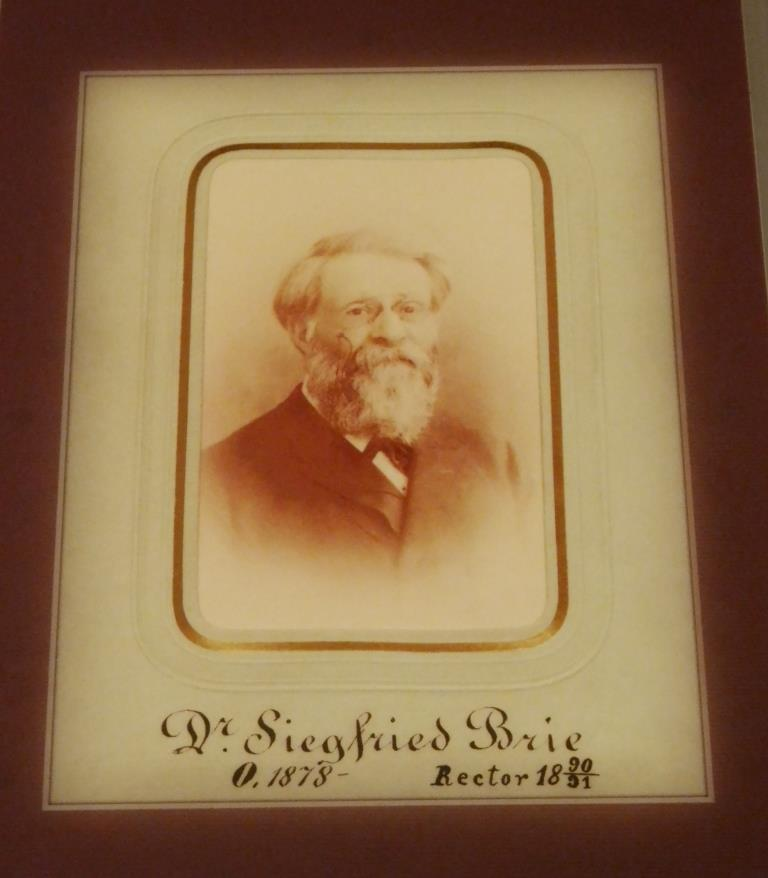
Siegfried Brie, Universität Breslau

Siegfried Brie (* 21. Januar 1838 in Hamburg; † 3. oder 6. Dezember 1931 in Breslau) war ein deutscher Staatsrechtler protestantischen Glaubens jüdischer Herkunft. Er hatte eine ordentliche Professur in Breslau inne. Brie verfasste unter vielen Büchern 1899 ein heute noch wichtiges Werk zur Geschichte des Begriffs des Gewohnheitsrechtes.

## Leben und Werdegang
Bries Eltern waren das zum Protestantismus konvertierte jüdischstämmige Hamburger Kaufmannsehepaar Samuel Isaac Brie und Jeanette geb. Bromberg. Brie studierte Rechtswissenschaften in Heidelberg, Leipzig und Berlin. 1861 wurde er an der Friedrich-Wilhelms-Universität Berlin mit der Dissertationsschrift De legibus juribusque Imperii Germanici interiter commutatis zum Dr. iur. utr. promoviert. Anlässlich seines 50-jährigen Doktorjubiläums gratulierte ihm der evangelische Theologe Theodor Nottebohm, Generalsuperintendent des Sprengels Breslau sowie Oppeln, mit Hinweis auf ihre gemeinsame Herkunft, Hamburg, und dankte ihm für dessen geleistete juristische Arbeit auch zum Nutzen der Generalsuperintendentur der Provinz Schlesien.
Von 1862 bis 1864 arbeitete Brie als Redakteur der Berliner Allgemeinen Zeitung. 1866 habilitierte er sich an der Ruprecht-Karls-Universität Heidelberg mit einer Arbeit über Die Legitimation einer usurpierten Staatsgewalt. 1869 wurde er zum außerordentlichen Professor der Heidelberger Universität ernannt. Ab 1874 war er ordentlicher Professor an der Universität Rostock, ab 1878 Geheimer Justizrat und ordentlicher Professor für Rechtswissenschaft an der Schlesischen Friedrich-Wilhelms-Universität Breslau. Für das akademische Jahr 1890/91 wurde er zum Rektor gewählt. In seiner Rektoratsrede am 1. Oktober 1890 befasste er sich mit den Fortschritten des Völkerrechts seit dem Wiener Congress. Im Jahre 1921 erfolgte seine Emeritierung.

## Familie
Siegfried Brie heiratete Sophie Schenkel, die nichtjüdische Tochter des Heidelberger Theologen Daniel Schenkel. Mit ihr hatte er zwei Töchter und zwei Söhne: Maria, Gerhard, Friedrich Brie und Cäcilie.

### Maria Dedo-Brie
Seine Tochter Maria (1877–1960) wurde Autorin.

### Gerhard Brie
Sein Sohn Gerhard (* 30. Oktober 1879 in Breslau) besuchte das heimische Johannesgymnasium, studierte nach dem Abitur (1896) in Breslau, Heidelberg und Leipzig, legte im Januar 1900 das Erste Staatsexamen ab und wurde im Folgemonat in Breslau promoviert. Das Zweite Staatsexamen folgte 1904. Ab März 1909 war Gerhard Landrichter in Glatz, stieg im April 1919 zum Landgerichtsrat auf und befand sich ab November 1924 in einer Aufrückstelle. Er hatte vier Kinder (1912, 1914, 1920, 1923). Im April 1933 wurde Gerhard Brie nach den Bestimmungen des rassistischen Gesetzes zu Wiederherstellung des Berufsbeamtentum (BBG) als Halbjude zwangsweise beurlaubt. Er gehörte aber als „Altbeamter“ unter eine Ausnahmeregelungen und hätte – so der Text im Gesetz – im Justizdienst verbleiben können. Da es ihm gesundheitlich nicht gut ging, beantragte er eine Versetzung in den Ruhestand nach § 38 der 2. SparVerordnung (1931) eine Versetzung. Sein Antrag wurde nicht akzeptiert, da er noch nicht aus 60 Jahre alt sei. Zum Januar 1934 wurde Gerhard nach § 6 BBG ohne Angaben von Gründen in den Ruhestand versetzt. Im Mai 1939 lebte er mit seiner Familie in Breslau und galt später als „unbekannt abgewandert“. Sein weiteres Schicksal ist unbekannt.
Aus dem Jahre 1944 sind zwei Briefe erhalten, die Gerhard Brie aus Breslau an Konrad Guenther schickte.

### Friedrich Brie
Siegfrieds Bries Sohn Friedrich Brie (1880–1948) wurde Professor für Anglistik in Freiburg und ehelichte Lothar Erdmanns Schwester Käthe. Friedrich Brie durfte bis 1937 seinen Beruf als Professor ausüben. 1937 wurde er entlassen. Während der Reichspogromnacht am 9. November wurde Friedrich Brie verhaftet und für einige Tage im KZ-Dachau interniert. Danach konnte Friedrich Brie dank starker Unterstützung von unbekannter Seite noch weiter publizieren.

### Cäcilie Brie
Seine Tochter Cäcilie (* 6. Januar 1884 in Breslau; † 1984 in Villa Gesell, Argentinien) war Schauspielerin und von 1909 bis 1920 in erster Ehe mit ihrem „halbjüdischen“ Kollegen Paul Henckels, verheiratet. Aus dieser Ehe stammen drei Kinder; Sohn Timm, später Timoteo genannt, (* 1914, † 1993 Argentinien) und die Töchter Hanna und Anneliese.
In zweiter Ehe war sie von 1920 bis 1954 mit dem Maler Eberhard Viegener verheiratet und hatte mit ihm zwei Söhne, Felix (auch Tobias genannt) und Vincent, und eine Tochter, Amanda.

## Schriften (Auswahl)
- De legibus juribusque Imperii Germanici interiter commutatis, Dissertation, Berlin 1861.
- Die Legitimation einer usurpirten Staatsgewalt. Erste Abtheilung, Habilitationsschrift, Emmerling, Heidelberg 1866.
- Der Bundesstaat. Eine historisch-dogmatische Untersuchung. I. Abtheilung: Geschichte der Lehre vom Bundesstaate. W. Engelmann, Leipzig 1874.
- Die gegenwärtige Verfassung Frankreichs. Schletter, Breslau 1888.
- Die Fortschritte des Völkerrechts seit dem Wiener Congress. Rede bei Antritt des Rektorats, Schletter, Breslau 1890.
- Theorie der Staatenverbindungen. Grass, Barth und Company, Breslau 1886.
- Die Lehre vom Gewohnheitsrecht. Eine historisch-dogmatische Untersuchung. M. & H. Marcus, Breslau 1899 (Neuauflage, Minerva, Frankfurt a. M. 1968).
- Die Stellung der deutschen Rechtsgelehrten der Rezeptionszeit zum Gewohnheitsrechts, Beitrag in Felix Dahn zu seinem 50-jährigen Doktorjubiläum. M.&H. Marcus, Breslau 1905.
- Der Volksgeist bei Hegel und in der historischen Rechtsschule. W. Rothschild, Berlin 1909.
- (zusammen mit Otto Fischer und Max Fleischmann): Zwangsvollstreckung gegen fremde Sachen und Kompetenzkonflikt. Im Anschluss an den Fall Hellfeld. Gutachten, M.&H. Marcus, Breslau 1910. (Reihe Abhandlungen aus dem Staats- und Verwaltungsrecht, Heft 23).
- (Herausgeber zusammen mit Gerhard Sehling und Max Fleischmann): Die preussischen Wassergenossenschaften. Zugleich ein Beitrag zur Lehre von der öffentlichen Genossenschaft (= Abhandlungen aus dem Staats- und Verwaltungsrecht, Heft 28), Breslau 1912.